# Bistum Konstanz

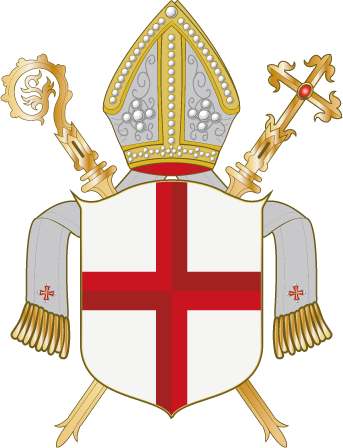
Wappen des Bistums Konstanz

Das Bistum Konstanz (lat. Dioecesis Constantinensis) ist eine ehemalige Diözese der Römisch-katholischen Kirche mit Sitz in Konstanz am Bodensee unter dem Patrozinium der Heiligen Pelagius und Konrad von Konstanz. Es bestand von etwa 585 bis zu seiner Auflösung 1821. Die zu Deutschland gehörenden Gebiete gingen in den neu gegründeten Bistümern Freiburg und Rottenburg auf, die zur Schweiz gehörenden Gebiete wurden den Bistümern Chur und Basel zur Verwaltung unterstellt.
Das Bistum war Teil der sogenannten Pfaffengasse und Kerngebiet des Herzogtums Schwaben.

## Diözesangebiet

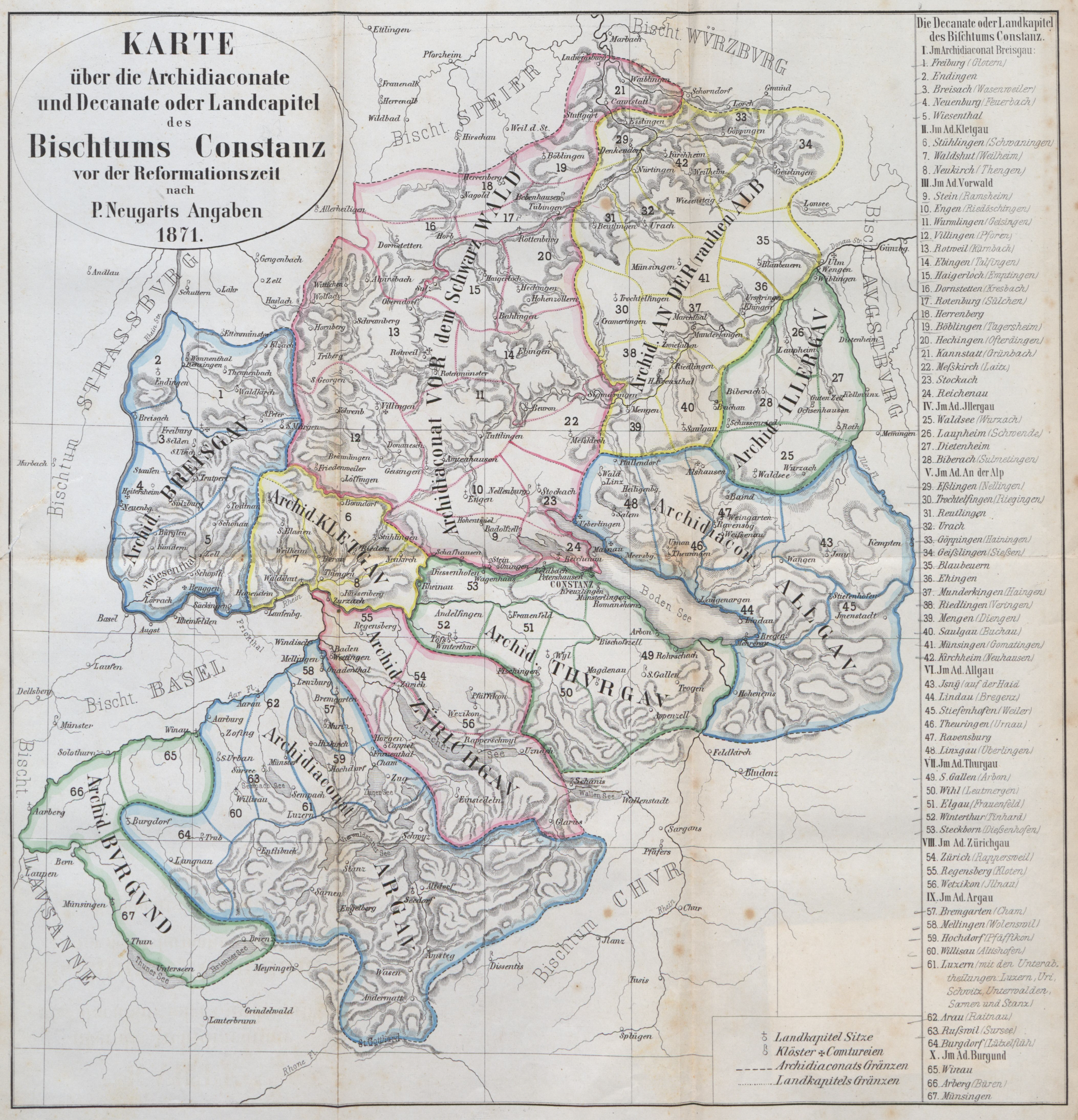
Karte der Archidiakonate und Dekanate des Bistums Konstanz vor der Reformationszeit

Am Ende der Salierzeit im 12. Jahrhundert umfasste das Heilige Römische Reich 42 Bistümer in sechs Kirchenprovinzen. Die Größe der deutschen Bistümer übertraf mit durchschnittlich 13.000 km² bei weitem die restlichen Bistümer. Die größten Bistümer waren im 12. Jahrhundert Prag (52.000 km²), Salzburg (40.000 km²) und Konstanz (36.000 km²).
Zum Höhepunkt des Bistums Konstanz im 15. Jahrhundert (Neuzeit) war es definitiv das größte deutsche Bistum, nur im Mittelalter wurde es von Passau übertroffen. Mit rund 45.000 km² war es größer als die heutige Schweiz mit 41.300 km² oder das Land Baden-Württemberg mit 35.750 km². Flächenmäßig waren die Diözesen Passau und Konstanz etwa gleich groß, hinsichtlich Pfarreien, Geistlichen und den „zu betreuenden Seelen“ wurde Passau jedoch von Konstanz um das Doppelte übertroffen. Im Jahr 1249 gab es im Bistum Passau etwa 920 Pfarreien, in Konstanz im Jahre 1439 über 1700 Pfarreien.
Das Konstanzer Diözesangebiet, zugehörig zur Kirchenprovinz Mainz, erstreckte sich im Wesentlichen vom Gotthardmassiv bis zur oberen Donau, des oberen und zum mittleren Neckar, vom Rhein bis an die Iller und umfasste den Breisgau und den Bregenzerwald sowie das Gebiet der östlich der Aare gelegenen Nord-, Zentral- und Ostschweiz. Die Diözese war (ab 1275) in 64 Dekanate und zehn Archidiakonate unterteilt: Schwarzwald, Rauhe Alb, Allgäu, Illergau, Burgund, Klettgau, Breisgau, Thurgau, Zürichgau, Aargau. Die so genannte „Schweizer Quart“ des Bistums umfasste weite Teile der heutigen Schweiz, wie den größeren Teil des Kantons Aargau, die Gebiete der Kantone Bern und Solothurn rechts der Aare, die Kantone Uri, Schwyz und Ob- und Nidwalden sowie fast vollständig die Kantone Luzern, Zug, Glarus, Zürich, Schaffhausen, Thurgau, St. Gallen und die beiden Appenzeller Kantone. Vom Kanton Basel gehörte lediglich der rechtsrheinisch gelegene Teil der Stadt Basel zum Diözesangebiet.
Angrenzende Diözesen waren Speyer und Würzburg in Norden, Augsburg im Osten, Chur im Südosten, Mailand im Süden, Lausanne und Basel im Westen, sowie Straßburg im Nordwesten.

## Geschichte

### Erste Missionare am Bodensee

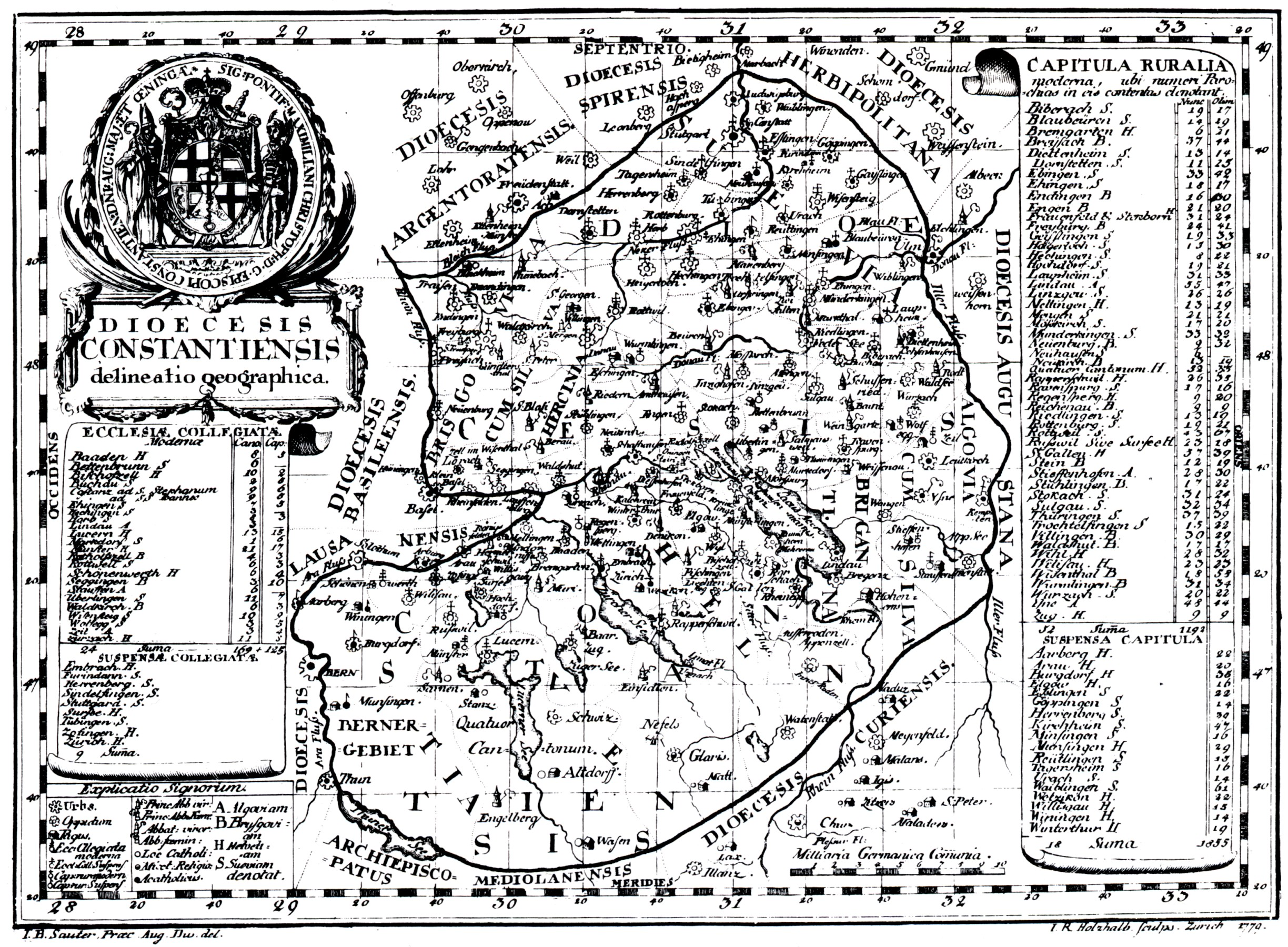
Detaillierte Bistumskarte von 1779

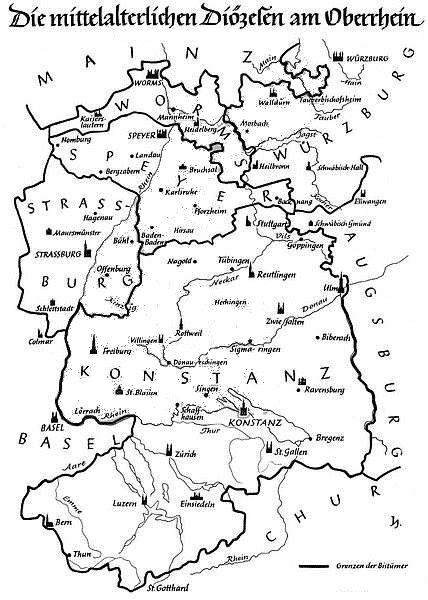

Als erste Missionare kamen bereits im 6. Jahrhundert die Mönche Fridolin, Landolin, Trudpert und Gallus zu den Alamannen an Rhein und Bodensee. Säckingen am Hochrhein und Schuttern in der Ortenau sind die frühesten Klostergründungen. Dazu zählt das Kloster auf der Bodenseeinsel Reichenau, das um 724 der Wanderbischof Pirmin gegründet hat. Weitere Klöster, die nicht zuletzt durch ihre Schulen sehr bald zu Zentren christlichen Lebens wurden, entstanden in Gengenbach, Schwarzach, Mosbach und Ettenheimmünster.
Ebenfalls im 7. und 8. Jahrhundert kam das Christentum in die mainfränkischen Gebiete. Dort waren es insbesondere der Heilige Kilian und der Heilige Bonifatius mit ihren Helfern, die den Boden für die Kirche bereiteten. Eine große Ausstrahlung gewann in dieser Zeit das Benediktinerinnenkloster in Tauberbischofsheim durch die Heilige Lioba, die es seit etwa 750 als Äbtissin leitete.

### Alemannenbistum
Um die Alemannen zu missionieren, wurde im 6. Jahrhundert, vermutlich 585 das Bistum Konstanz gegründet, indem der Bischofssitz von Vindonissa (Windisch) nach Konstanz verlegt wurde. Bis zum Jahr 780/782 gehörte die Diözese zur Kirchenprovinz Besançon, ab diesem Zeitpunkt zur Kirchenprovinz Mainz.
Die Badische Historische Kommission stellte jedoch fest, dass „in den ersten Jahrhunderten der Christianisierung Alamanniens“ der Episkopat – und damit war das Bistum Konstanz bezeichnet – „kaum je hervorgetreten (ist); geschweige denn, daß er eine führende Rolle dabei gespielt hätte. […] die frühesten Klostergründungen vollziehen sich ohne Zusammenhang mit dem zuständigen Bischof“. So haben auch „die späteren Biographen des hl. Gallus diese Zustände einer Emanzipation von der bischöflichen Jurisdiktion zu korrigieren für nötig“ befunden, und „auch Pirmin führt sein Reformwerk durch in den verschiedenen Diözesen, ohne daß sich ein Bischof darum gekümmert hätte“. Erst einen „Kirchenfürsten“ – wie Sidonius – „sehen wir seine Jurisdiktionsgewalt ausüben und zwar [nur] in sehr prinzipiellen Rechtsfragen.“ Erst im späten 8. Jahrhundert – mit Johannes II. (zuvor Abt von St. Gallen) – „haben die Konstanzer Bischöfe […] mühelos die zwei mächtigsten Klostergründungen in der Nähe ihres Sitzes in ihre Abhängigkeit gebracht, Reichenau und St. Gallen.“ Durch die Karolinger erhielten die Klöster später wieder Immunität, freie Abtswahl und die Lösung vom Zinsrecht verliehen.
Zu den herausragendsten Bischöfen des frühen Mittelalters zählte der „Alemannenbischof“ Konrad von Konstanz (Amtszeit 934–975). Er stand in enger Beziehung zu Kaiser Otto I., der das Bistum zum Pelagiusfest im August 972 nach seiner Rückkehr aus Italien besuchte.
Im 7. Jahrhundert wird erstmals eine Bischofskirche erwähnt. Mit dem Bau des Münsters Unserer Lieben Frau wird 1054 begonnen, nachdem die ottonische Vorgängerkirche eingestürzt war.
Als im 11. Jahrhundert die Abtei Cluny in Burgund zum Ausgangs- und Mittelpunkt einer radikalen Reform des Klosterlebens wurde, breitete sich die Erneuerungsbewegung der Cluniazenser vom Kloster Hirsau aus im südwestdeutschen Raum aus und führte unter anderem zur Gründung des Klosters St. Peter auf dem Schwarzwald, in dem bis zum Jahr 2006 das Priesterseminar des Erzbistums Freiburg untergebracht war. Heute befindet sich in den ehemaligen Klostergebäuden das Geistliche Zentrum der Erzdiözese Freiburg. Im Gefolge der zweiten, noch radikaleren Reformbewegung der Zisterzienser im 12. Jahrhundert entstanden unter anderem die einflussreiche Reichsabtei Salem, das Kloster Tennenbach und das Kloster Lichtenthal.

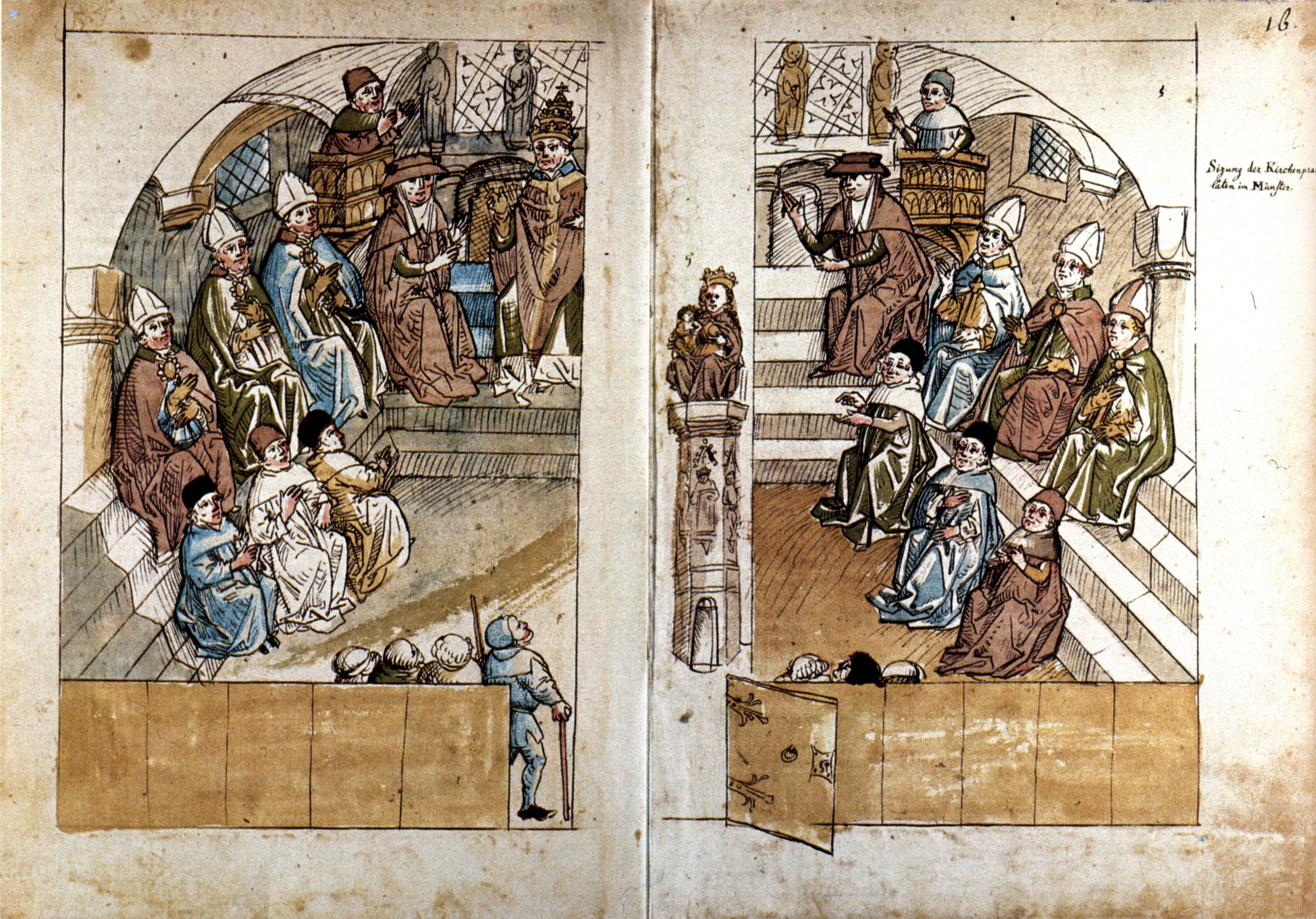
Konzilssitzung im Konstanzer Münster (aus der Chronik des Konzils von Konstanz des Ulrich Richental)

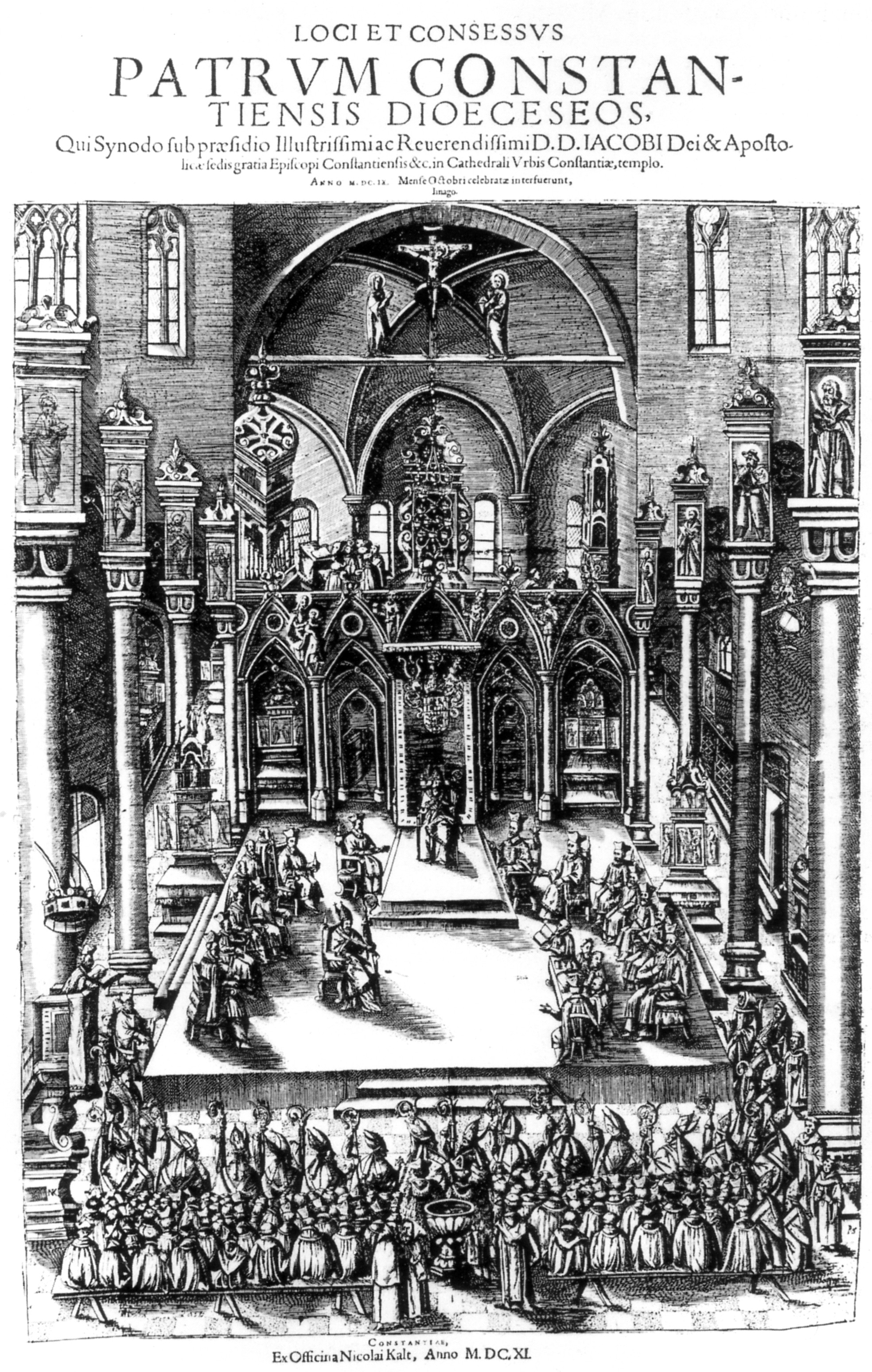
Diözesansynode im Münster (1609)

### Konzil von Konstanz
Ins Zentrum des kirchlich-politischen Geschehens rückte Anfang des 15. Jahrhunderts die damalige Bischofsstadt Konstanz, als dort von 1414 bis 1418 das Konzil von Konstanz tagte. Es war von Kaiser Sigismund einberufen worden, um nach der Rückkehr der Päpste aus Avignon die umstrittene Frage nach dem rechtmäßigen Papst zu klären. Die Wahl fiel auf Kardinal Colonna, der sich als Papst Martin V. nannte. Die kirchlichen Bischöfe waren weltliche Herren des Hochstifts Konstanz.

### Reformation und Gegenreformation
Die in der ersten Hälfte des 16. Jahrhunderts mit Martin Luther anbrechende Reformation breitete sich sehr schnell im südwestdeutschen Raum aus. Der Markgraf von Baden-Durlach und der in Heidelberg residierende Kurfürst der Pfalz gehörten zu den bedeutendsten Regenten, die die Reformation in ihren Gebieten einführten. Konstanz wurde 1527 reformiert; der Bischof floh nach Meersburg.

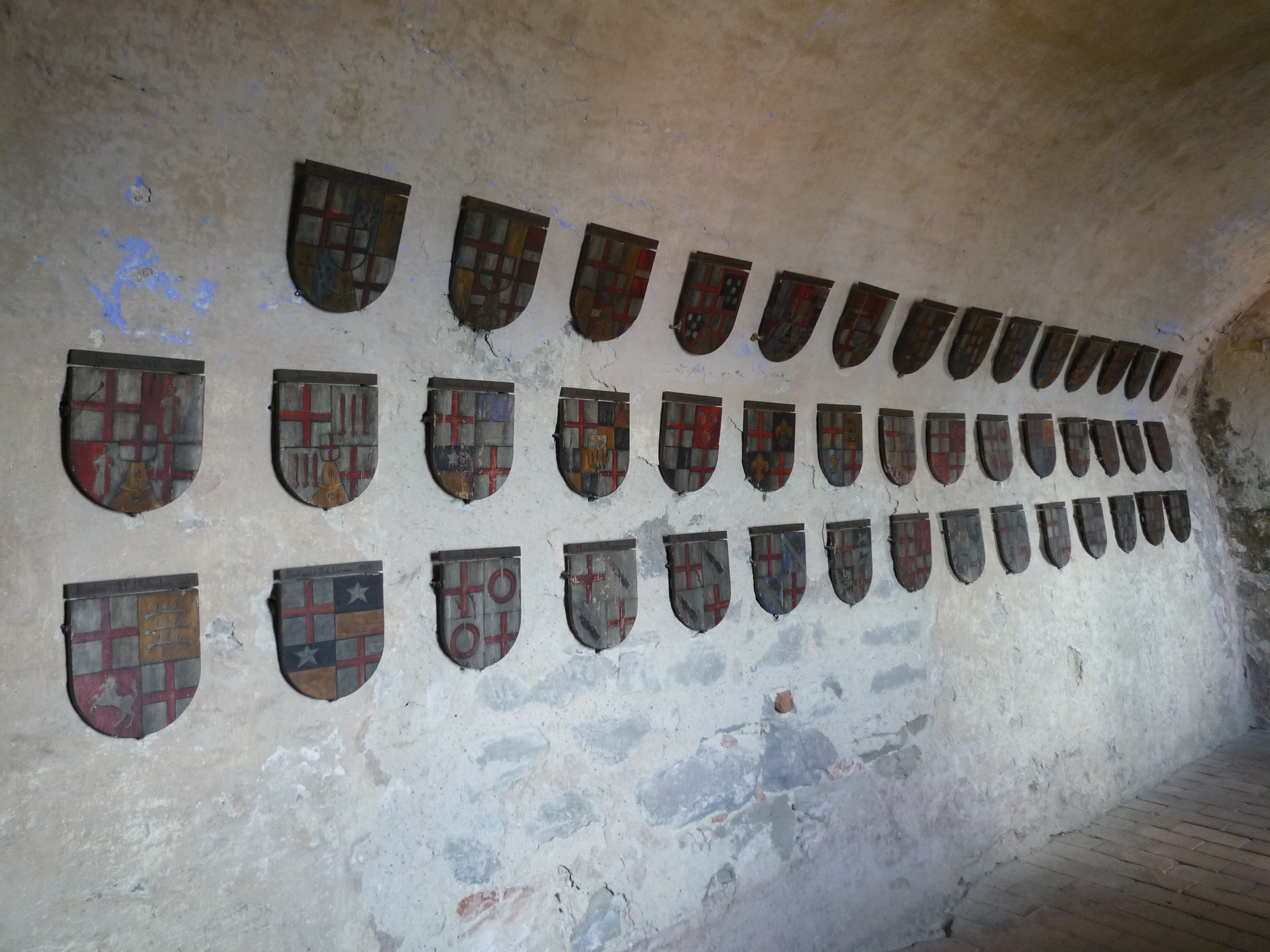
Wappen der Konstanzer Bischöfe im Hohenstaufengang der Burg Meersburg

Konstanz blieb jedoch nicht lange protestantisch: 1548 verlor die Stadt den Status als Reichsstadt und wurde nach Vorderösterreich eingegliedert und rekatholisiert. Der Bischof kehrte zwar offiziell nach Konstanz zurück, seine Residenz verblieb jedoch bis zum Ende des Bistums in Meersburg.
Um 1600 sorgten vor allem die Jesuiten, die nach Konstanz geholt wurden, für die Wiedererstarkung des katholischen Glaubens.

### Säkularisation und Auflösung

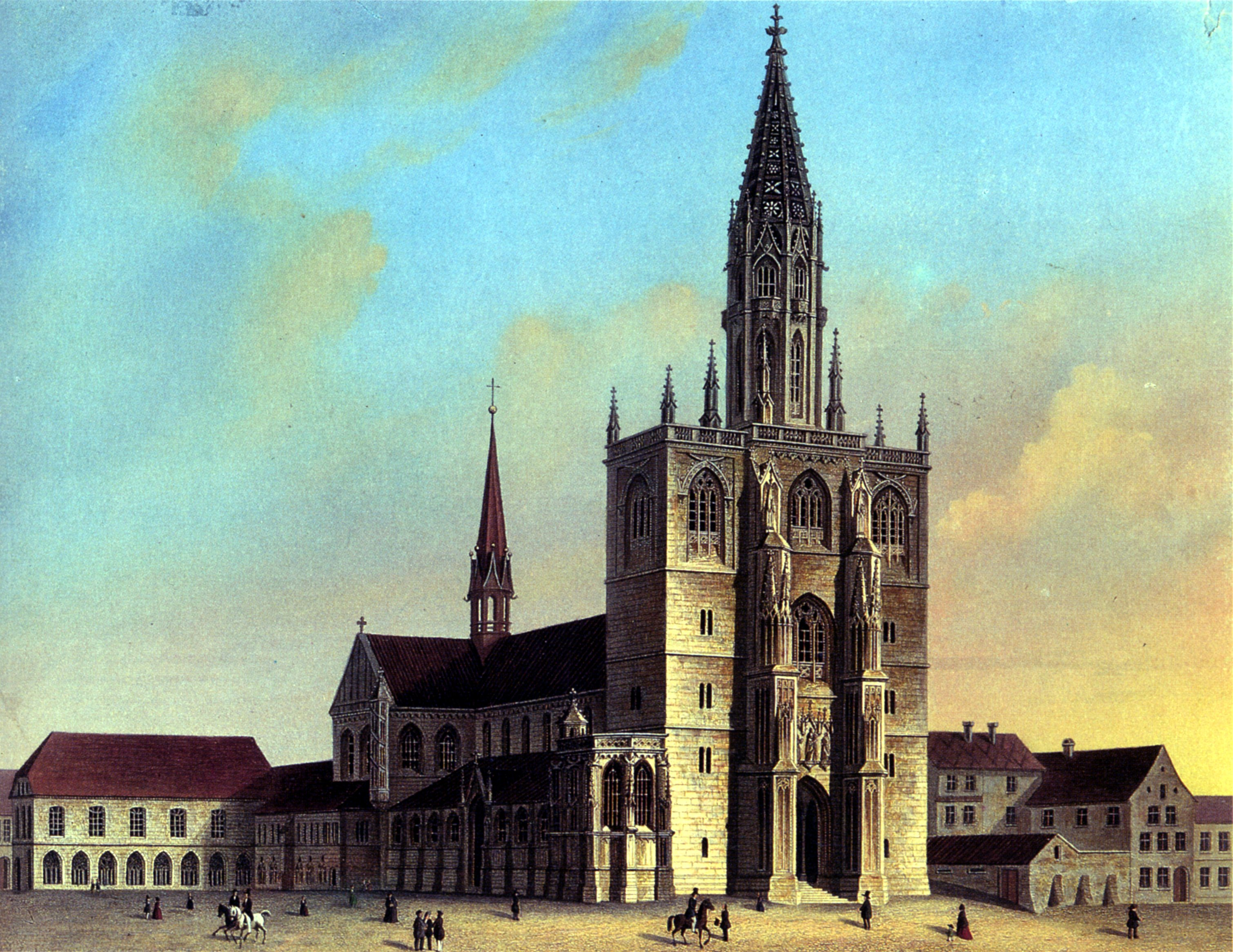
Das Konstanzer Münster, rund 800 Jahre Kathedralkirche des Bistums Konstanz

Die rationalistische Geistesströmung aus der zweiten Hälfte des 18. Jahrhunderts und der vor allem durch Kaiser Joseph II. geförderte aufgeklärte Absolutismus wirkten über das zu Vorderösterreich gehörende Freiburg in den südwestdeutschen Raum hinein. Einen sich bis heute auswirkenden grundlegenden Umbruch brachten die Napoleonischen Kriege und die Säkularisation von 1803. Die politische Neuordnung im Südwesten Deutschlands hatte eine Neuordnung der reichskirchlichen Territorien zur Folge. Das Hochstift Konstanz fiel nach § 5 des Reichsdeputationshauptschlusses (RDH) mit dessen Ratifizierung (27. April 1803) an die Markgrafschaft Baden; bereits durch Patent vom 16. September 1802 hatte der Markgraf von Baden das Hochstift provisorisch in Besitz genommen.
Der kirchliche Sprengel des Bistums blieb von der staatsrechtlichen Neuordnung zunächst unberührt (§ 62 RDH). Allerdings war die Ausübung der kirchlichen Leitungsbefugnisse in Württemberg und Baden durch das Bestreben der Regierungen, eine Art „landesherrliches Kirchenregiment“ auch über die katholische Kirche zu errichten (Einrichtung „katholischer Abteilungen“ in den Kultusministerien) nur eingeschränkt möglich; namentlich in Württemberg haben sich die verbleibenden kirchlichen Befugnisse des Konstanzer Diözesanbischofs auf die mit der Weihegewalt verbundenen Aufgaben beschränkt.
In Konstanz wirkte im Sinne des aufklärerischen Josephinismus vor allem der Generalvikar Ignaz Heinrich von Wessenberg unter Bischof Karl Theodor von Dalberg. Nach Dalbergs Tod wählte das Domkapitel 1817 von Wessenberg als Nachfolger. Papst Pius VII. erkannte die Wahl nicht an. Die Bulle Provida solersque vom 16. August 1821 erklärte das Bistum Konstanz für aufgelöst. Es sollte in den neu gegründeten Bistümern Erzbistum Freiburg und Rottenburg (heute Rottenburg-Stuttgart) aufgehen. Die schweizerischen Teile des Bistums Konstanz wurden zuerst provisorisch vom  von Beromünster Franz Bernhard Göldlin von Tiefenau verwaltet und den Bistümern Basel und Bistum Chur unterstellt. Wessenberg übte sein Amt unter dem Schutz der badischen Landesherren noch bis 1827 aus. Dazu richtete er in Bruchsal ein Generalvikariat ein. Denn die Nachfolgebistümer Freiburg und Rottenburg konnten erst 1828 nach langem politischem Ringen zwischen Baden und dem Vatikan besetzt werden.
Wie überstürzt das größte Bistum der römisch-katholischen Kirche jenseits der Alpen aufgelöst worden ist, um Wessenberg loszuwerden, zeigt die Tatsache, dass die schweizerischen Kantone Glarus, Ob- und Nidwalden, Uri und Zürich bis auf den heutigen Tag als Gebiete des ehemaligen Bistums Konstanz vom Bischof von Chur provisorisch administrativ verwaltet werden. Der Kanton Thurgau kam zum Bistum Basel, der Kanton St. Gallen bildet seit 1823/47 das Bistum St. Gallen, dem die beiden Kantone Appenzell Innerrhoden und Appenzell Ausserrhoden als Apostolische Administratur unterstellt sind.
Das Bistum war am Ende seines Bestehens sehr aufgeklärt und liberal; 50 Jahre nach seiner Auflösung bildete sich noch Widerstand gegen das Erste Vatikanum. Im Bistum Konstanz befindet sich heute noch das Kernland der alt-katholischen und christkatholischen Kirche in Deutschland und der Schweiz. Viele Kirchenlieder und Traditionen in den heutigen römisch-katholischen Bistümern Freiburg, Rottenburg-Stuttgart, Chur und St. Gallen stammen aus der Blütezeit unter Bischof Dalberg und Bistumsverweser Wessenberg.